# Perssonia
Perssonia là một chi rêu trong họ Bryaceae.